# Трихлоризоцианурова киселина
Трихлоризоциануровата киселина е органично съединение с формула (C3Cl3N3O3). Използва се като индустриален дезинфектант, избелващ агент и реагент в органичния синтез. Изглежда като бял кристален прах със силен мирис на хлор. Понякога се продава под формата на таблетки или гранули за домашна и промишлена употреба.

## Синтез
Трихлоризоциануровата киселина се получава чрез реакция на цианурова киселина с хлор и тринатриев цианурат.

## Употреба
Съединението е дезинфектант, алгицид и бактерицид главно за плувни басейни и багрила. Използва се и като избелващ агент в текстилната промишленост. Намира широко приложение в дезинфекцията на басейни и минерални извори, за предотвратяване и лечение на болести в животновъдството и рибарството, консервиране на плодове и зеленчуци, пречистване на отпадъчни води, като алгицид за рециклирана вода в промишлеността и климатизацията, при обработка против свиване на вълна, за третиране на семена и в органичен химичен синтез. Използва се в химическия синтез като лесен за съхранение и транспортиране източник на хлорен газ, не подлежи на ограничения за превоз на опасни газове и реакцията ѝ със солна киселина произвежда относително чист хлор.
Трихлоризоциануровата киселина, използвана в плувните басейни, е по-лесна за работа от обикновения хлор. Тя се разтваря бавно във вода, като това води до реакция и увеличаване на концентрацията на цианурова киселина.